# Hoét Trung Quốc
Hoét Trung Quốc (danh pháp: Turdus mupinensis) là một loài chim thuộc họ Hoét.